# Dunkerque (film, 1958)
Pour les articles homonymes, voir Dunkerque (homonymie).
Pour plus de détails, voir Fiche technique et Distribution.
Dunkerque (Dunkirk) est un film britannique réalisé par Leslie Norman, sorti en 1958.

## Synopsis
En 1940, après des victoires fulgurantes sur les fronts, l'armée allemande encercle les troupes britanniques et françaises à Dunkerque. Sous les bombardements et les feux d'artillerie, entre le 27 mai et le 7 juin, l'opération Dynamo consiste à rembarquer vers l'Angleterre les troupes britanniques et françaises soit 330 000 soldats. En Angleterre, les petits bateaux des particuliers sont réquisitionnés, la procédure est diversement appréciée, mais peu à peu le patriotisme reprend le dessus et les propriétaires demandent de conduire eux-mêmes leurs embarcations sur la côte française.

## Fiche technique
- Titre : Dunkerque
- Titre original : Dunkirk
- Réalisation : Leslie Norman
- Scénario : David Divine et W. P. Lipscomb, d'après le roman The Big Pickup de Trevor Dudley Smith, et le livre Dunkirk d'Ewan Butler et J.S Bradford
- Costumes : Ivy Baker
- Photographie : Paul Beeson
- Montage : Gordon Stone
- Musique : Malcolm Arnold
- Production : Michael Balcon et Michael Forlong
- Distribution : Metro-Goldwyn-Mayer
- Budget : 35 000 000 $
- Langue originale : anglais
- Format : noir et blanc - Metroscope[1] - 35mm
- Durée : 135 minutes

## Distribution
- John Horsley : Padre
- John Mills : Caporal Binns
- Lionel Jeffries : Médecin-colonel
- Bernard Lee : Monsieur Foreman
- Maxine Audley : Diana Foreman
- Richard Attenborough : Monsieur Holden
- Robert Urquhart : Soldat Mike
- Barry Foster : Don R
- Victor Maddern : Un homme de la marine marchande
- Eddie Byrne : Un commandant
- Michael Gwynn : Le commandant à Sheerness